# Romano Forastieri
Romano Forastieri, né le 7 avril 1928, à Milan, en Italie et mort le 9 mai 2012, à Aoste, en Italie, est un ancien joueur et entraîneur italien de basket-ball.